# Município de Concord (condado de Ross, Ohio)
Localização do Ohio nos E.U.A.
O município de Concord (em inglês: Concord Township) é um município localizado no condado de Ross no estado estadounidense de Ohio. No ano 2010 tinha uma população de 4460 habitantes e uma densidade populacional de 22,75 pessoas por km².

## Geografia
O município de Concord encontra-se localizado nas coordenadas 39° 25′ 07″ N, 83° 12′ 51″ O. Segundo a Departamento do Censo dos Estados Unidos, o município tem uma superfície total de 196.08 km², da qual 196.06 km² correspondem a terra firme e (0.01%) 0.02 km² é água.

## Demografia
Segundo o censo de 2010, tinha 4460 pessoas residindo no município de Concord. A densidade de população era de 22,75 hab./km².